# Bindalsfjorden
Bindalsfjorden er en fjord i Bindal og Sømna kommuner i Nordland fylke i Norge. Fjorden strækker sig 17 km mod nordøst og så mod sydøst til øen Øksninga. Fra Øksninga deler fjorden sig i to og Tosen går nordøstover, mens Sørfjorden går mod sydvest. Fra Solstad til Tosen er det 66 km. 
Fjorden har indløb mellem Holm i syd og Vennesund i nord og mellem disse to steder går der en færgeforbindelse langs Riksvei 17. Ved halvøen Gavlen halvvejs inde i fjorden går sidefjorden Ursfjorden mod nord. Øst for Gavlen ligger øen Hovøya og mellem disse ligger Hardangsfjorden. Sydøst for Gavlen ligger Stavøya og Imøya og øst for disse ligger fjorden Skotnesfjorden. 
Ved Øskinga går Reppsundet på nordsiden af øen til indløbet til Tosen. På sydvestsiden af Øksninga ligger Terråkfjorden, mens Øyfjorden ligger på sydøstsiden mellem indløbet til Tosen og Sørfjorden. 
Fv6 går langs dele af vestsiden af fjorden, hvor også bygden Skjelsviksjøen ligger.